# 파울리나 베가
파울리나 베가(Paulina Vega Dieppa, 1993년 1월 15일 ~ )는 콜롬비아의 모델, 미인 대회 우승자이다. 2013년 미스 콜롬비아 우승자이며 2014년 미스 유니버스에서 콜롬비아 대표로 참가해 우승했다. 미스 유니버스에서 콜롬비아는 1958년 첫 우승을 하여 남미 첫 미녀 우승자로 기록되었다. 2008년 미스유니버스 때 탈리아나 바르가스 콜롬비아 미녀가 우승을 하지못해 준우승을 그치다가 57년 만에 다시 승리를 하였다. 파울리나 베가 친할머니가 미인 대회 우승자이며, 손녀로서 1958년 첫 콜롬비아 우승 한 이후 57년 만에 미스 유니버스 우승을 한 두 번째 우승자이다.